# Song Ok-sook
Song Ok-sook (sinh ngày 14 tháng 8 năm 1960) là một nữ diễn viên kịch nghệ, điện ảnh và truyền hình Hàn Quốc.

## Sự nghiệp diễn xuất

### Sân khấu
- The Most Beautiful Goodbye in the World (2010) - In-hee[5]
- Hải âu (2004) - Irina Nikolayevna Arkadina[6]

### Điện ảnh
- Grand Prix (2010) - Joo-hee's mother
- Happy Killers (2010) - Jeong-min's mother
- Eunjangdo (Con dao bạc) (2003) - Min-seo's mother
- Garden of Heaven (2003) - Moon Hye-ja
- The First Amendment of Korea (2003) - Woman from Bongchoon
- Ray-Ban (2001) - Geum Da-hye
- I Love You (2001)
- My Sassy Girl (2001) - Gyun-woo's mother
- Kỳ nghỉ hè (2001) - Gi-ok
- Just Do It! (2000) - Won Jong-rim
- The Harmonium in My Memory (1999) - Hong-yeon's mother
- Spring in My Hometown (1998) - Sung-min's mother
- Sky Doctor (1997) - Na Yeo-sa
- Kill the Love (1996) - Mother
- Farewell My Darling (1996) - Madam Go from Rotary Coffee House
- A hot roof (1995) - Mẹ Young-hee
- Walking All the Way to Heaven (1992)
- Oseam (1990)
- I Stand Up Every Day (1990) - Sook-hee
- Hero's Love Song (1986)
- Dan Martial Arts (1986)
- Woman Requiem (1985) - Young-ja
- A She-Sailor (1973)

### Truyền hình
- Định mệnh anh yêu em (MBC / 2014) - Mi-young's mother
- Only Love (SBS / 2014) - Oh Mal-sook
- Big Man (KBS2 / 2014) - Hong Dal-sook
- Goddess of Fire (MBC / 2013) - Son Haeng-soo
- Ugly Alert (SBS / 2013) - Bang Jeong-ja
- Missing You (MBC / 2012-2013) - Kim Myung-hee
- My Daughter Seo-young (KBS2, 2012-2013) - Kim Kang-soon
- I Like You (SBS / 2012-2013) - Ma Joo-hee
- Bridal Mask (KBS2 / 2012) - Mrs. Han
- Hoàng tử gác mái (SBS / 2012) - Gong Man-ok
- What's Up? (MBN / 2011-2012) - Jae-hun's mother
- Brain (KBS2 / 2011-2012) - Kim Soon-im
- Deep Rooted Tree (SBS / 2011) - Woman from Dodam
- While You Were Sleeping (SBS / 2011) - Na Pil-boon
- The Thorn Birds (KBS2 / 2011) - Kim Kye-soon
- Đại vật (SBS / 2010) - Bà Min
- Càng ngắm càng yêu (MBC / 2010) - Song Ok-sook
- Pasta (MBC / 2010) - Yoo-kyung's mother
- Son of Man (KBS2 / 2009) - Dong-pal's mother
- Smile, You (SBS / 2009) - Baek Geum-ja
- Thiện Đức nữ vương (MBC / 2009) - Seo-ri
- Can Anyone Love ? (SBS / 2009) - Kim Jeon-moo
- Innocent You (SBS / 2008-2009) - Kim Hee-sook
- Here He Comes (MBC / 2008-2009)
- Beethoven Virus (MBC / 2008) - Jung Hee-yeon
- Hometown of Legends "Curse of the Sajin Sword" (KBS2 / 2008) - Gook-moo
- Don't Ask Me About the Past (OCN / 2008) - Han Hyo-jung
- Wanted: Son-in-Law (SBS / 2008) - Park Soon-ae
- Woman of Matchless Beauty, Park Jung-geum (MBC / 2008) - Cha Kwang-soon
- Bad Love (KBS2 / 2007-2008) - Lee Jin-sook
- Belle (KBS1 / 2007-2008) - Kang Soon-ae
- Fly High (SBS / 2007) - Lee Sung-hee
- Witch Yoo Hee (SBS / 2007) - Geum Bok-joo
- Love Isn't Stop (KBSN / 2007) (segment: "Life")
- My Beloved Sister (MBC / 2006-2007) - Soo-ah's mother
- Truyền thuyết Jumong (MBC / 2006-2007) - Bi Geum-seon
- My Lovely Fool (SBS / 2006) - Choi Jung-min
- Hello God (KBS2 / 2006) - Woman from Bongpyeong
- TV Novel "Hometown Station" (KBS1 / 2005-2006) - Soon-deok
- Love Needs a Miracle (SBS / 2005) - Park Soon-ae
- Best Theater "낙조 속에서 울다" (MBC / 2005) - Hyeong-gook's mother
- Only You (SBS / 2005) - Park Mi-jung
- Thời trang thập niên 70 (SBS / 2005) - Lee Yang-ja
- Đệ ngũ Cộng hòa quốc (MBC / 2005) - Former First Lady Kim Ok-sook
- Hyung (KBS2 / 2004) - Lee Ah-ran
- First Love (SBS / 2003) - Hee-soo's mother
- The Bean Chaff of My Life (MBC / 2003) - Kim Hyun-ja
- Kitchen Maid (MBC / 2002) - Mrs. Hwangsan
- Glass Slippers (SBS / 2002) - Oh Kim-sun
- Man of the Sun, Lee Je-ma (KBS2 / 2002) - Ms. Gong
- Bản tình ca mùa đông (KBS2 / 2002) - Kang Mi-hee
- Lâu đài ma thuật (KBS1 / 1999) - Bang Choon-ja
- 사랑을 위하여 (MBC / 1998)
- The Great King's Road (MBC / 1998) - 숙의 문씨 처소 하상궁
- Beautiful Woman (SBS / 1997) - Jang Soon-ja
- Chào buổi sáng, Yeongdong ! (KBS2 / 1993)
- 작은 도시 (SBS / 1992) - Madam Jang
- 우리는 중산층 (KBS2 / 1991) - Se-ra
- You (MBC / 1984)
- Best Theater "낙지같은 여자 이야기" (MBC / 1984)

## Vinh danh
- 2011 SBS Drama Awards: Special Award, Actress in a Drama Special (Deep Rooted Tree)[7][8]
- 2010 MBC Entertainment Awards: Top Excellence Award, Actress in a Sitcom/Comedy (More Charming by the Day)[9]
- 2010 24th Yechong Cultural Arts Award 지역부문
- 2008 MBC Drama Awards: Golden Acting Award, Veteran Actress (Beethoven Virus)
- 2005 SBS Drama Awards: Best Supporting Actress
- 1995 16th Blue Dragon Film Awards: Best Supporting Actress (A Hot Roof)